# Comitato Olimpico delle Isole Cayman
Il Comitato Olimpico delle Isole Cayman (noto anche come Cayman Islands Olympic Committee in inglese) è un'organizzazione sportiva olimpica, nata nel 1973 a George Town, nell'isola di Grand Cayman, Isole Cayman.
Rappresenta questa nazione presso il Comitato Olimpico Internazionale (CIO) dal 1976 ed ha lo scopo di curare l'organizzazione ed il potenziamento dello sport nelle Isole Cayman e, in particolare, la preparazione degli atleti di questa nazione, per consentire loro la partecipazione ai Giochi olimpici. L'associazione è, inoltre, membro dell'Organizzazione Sportiva Panamericana.
L'attuale presidente dell'organizzazione è Donald McLean, mentre la carica di segretario generale è occupata da Carson Ebanks.